# Palio de Parme
Le Palio de Parme (en italien : Palio di Parma) est une évocation historique qui a lieu chaque année dans la ville de Parme, qui rappelle l'ancienne Corsa dello Scarlatto.

## Histoire
La Corsa dello Scarlatto est documentée pour la première fois dans un document de 1314  écrit par Giovanni del Giudice dans le « Chronicon Parmense », qui se réfère à la célébration de l'engagement entre Giberto da Corregio, seigneur de Parme à partir de 1303 jusqu'à 1316, pour Engelenda Rossi, dite Maddalena Rossi di San Secondo fille de Guglielmo et Donella Rossi da Carrara des Seigneurs de Padoue. C'était un engagement heureux puisque le couple a eu six enfants. La mariée peut se vanter d'origines nobles. Le père avait été fait chevalier (dotations du comte de Lavagna) en 1282, ainsi que chanoine de la cathédrale de Parme (jusqu'en 1281), maire de Modène (1281), Milan (1284), Lucques (1290 et 1293), Bologne (1291) et était un descendant de l'ancienne famille Rossi de Parme. La mère était descendante d'une famille aristocratique vénitienne de Carrara et était la fille d'un Fieschi, qui était une des grands familles nobles génoises. Le jour de l'Assomption, non seulement leurs fiançailles furent annoncées, mais il a été permis à tous les exilés de retourner dans la ville. Étaient présents les familles Rossi, Pallavicino, Aldighieri, toutes les familles nobles, les chevaliers et tout le peuple. Le mariage fut célébré le 1er septembre 1314, mettant un terme  temporaire à l'ancienne rivalité entre les familles Correggio et Rossi, avec une alliance qui a mis sous contrôle les ambitions d'hégémonie des autres grandes familles de Parme, les Sanvitale et les Lupi.
L'événement avait lieu le 15 août, tous les ans jusqu'au XIVe siècle, et consistait en une course à cheval partant de la porta Nova et se terminant Piazza del Comune et en jeux courtois à cheval avec des armes. Toutes les familles les plus importantes de l’époque y participaient. Par exemple au Palio de 1490, on trouve parmi les invités les Sforza de Milan, les Este de Modène et de Ferrare, le Gonzague de Mantoue, les dirigeants de Florence et de nombreuses autres personnes influentes de l'époque.
En 1490  l'événement a cessé toute activité à cause des guerres avec les Français, et est de nouveau attesté en 1525. Au début des années du XIXe siècle il n'est plus disputé.

## Époque moderne
Le palio est restauré en 1978  les 5 zones différentes de la ville, appelées « Porte », se référant aux 5 portes anciennes des murs permettant d'entrer dans la ville. Chacune d'entre elles constitue une équipe. Il y a 3 compétitions, une pour les hommes, une pour les femmes et une pour les enfants (avec des ânes). Dans chaque tournoi, chaque porte tente de gagner une peinture montrant un des monuments de la ville et Sainte-Marie, protectrice de Parme.
Pour le Palio, les peintures à l'huile, sont choisies par le biais d'un concours annuel organisé parmi les étudiants de l'Institut Supérieur d'Art Paolo Toschi de Parme. Il doit comporter Notre Dame, la sainte patronne de Parme, un monument de la ville et les armoiries des cinq portes.

## Portes

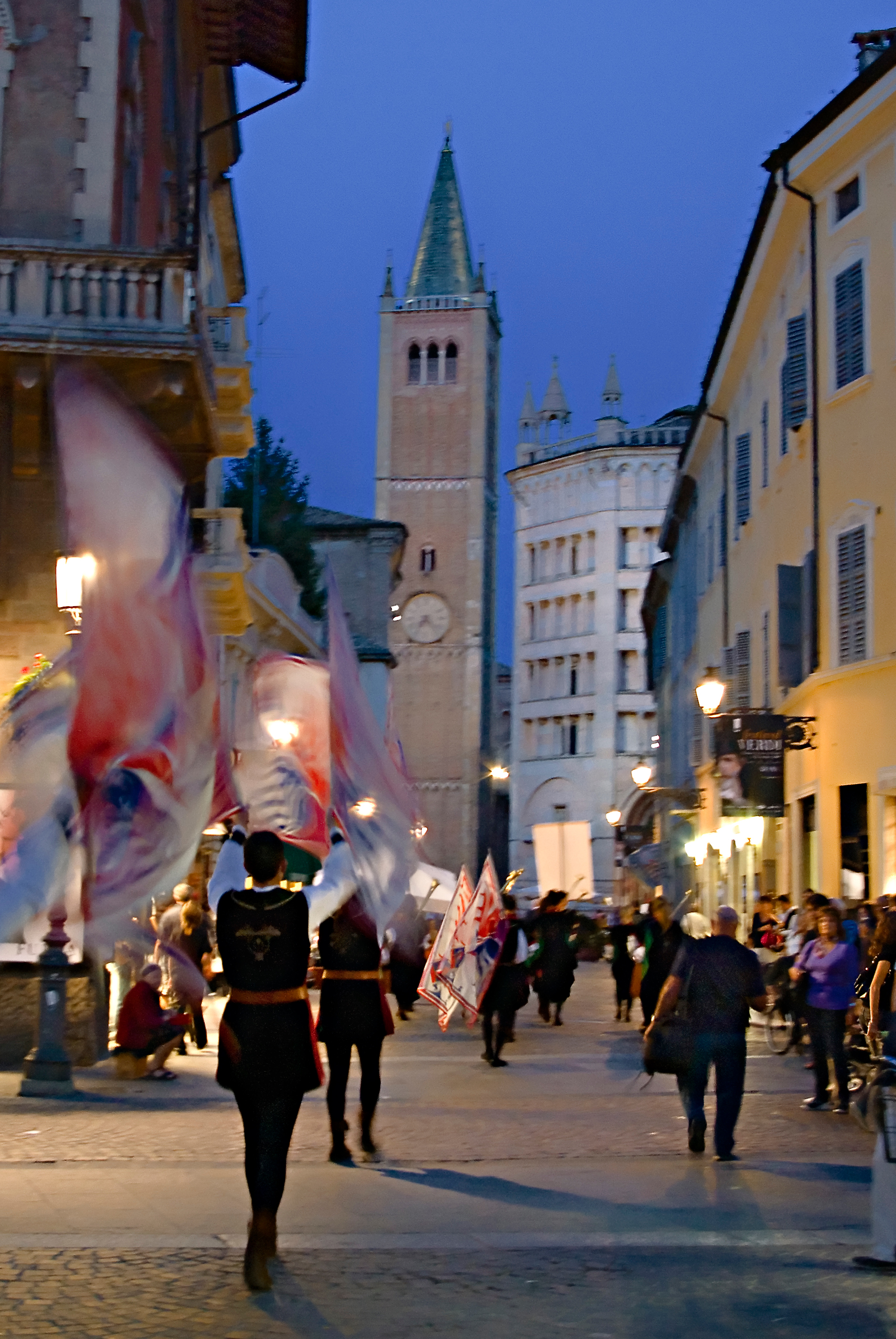
Les lanceurs de drapeaux et les autres personnages en costume historique vont dans la cathédrale pour la bénédiction du palio

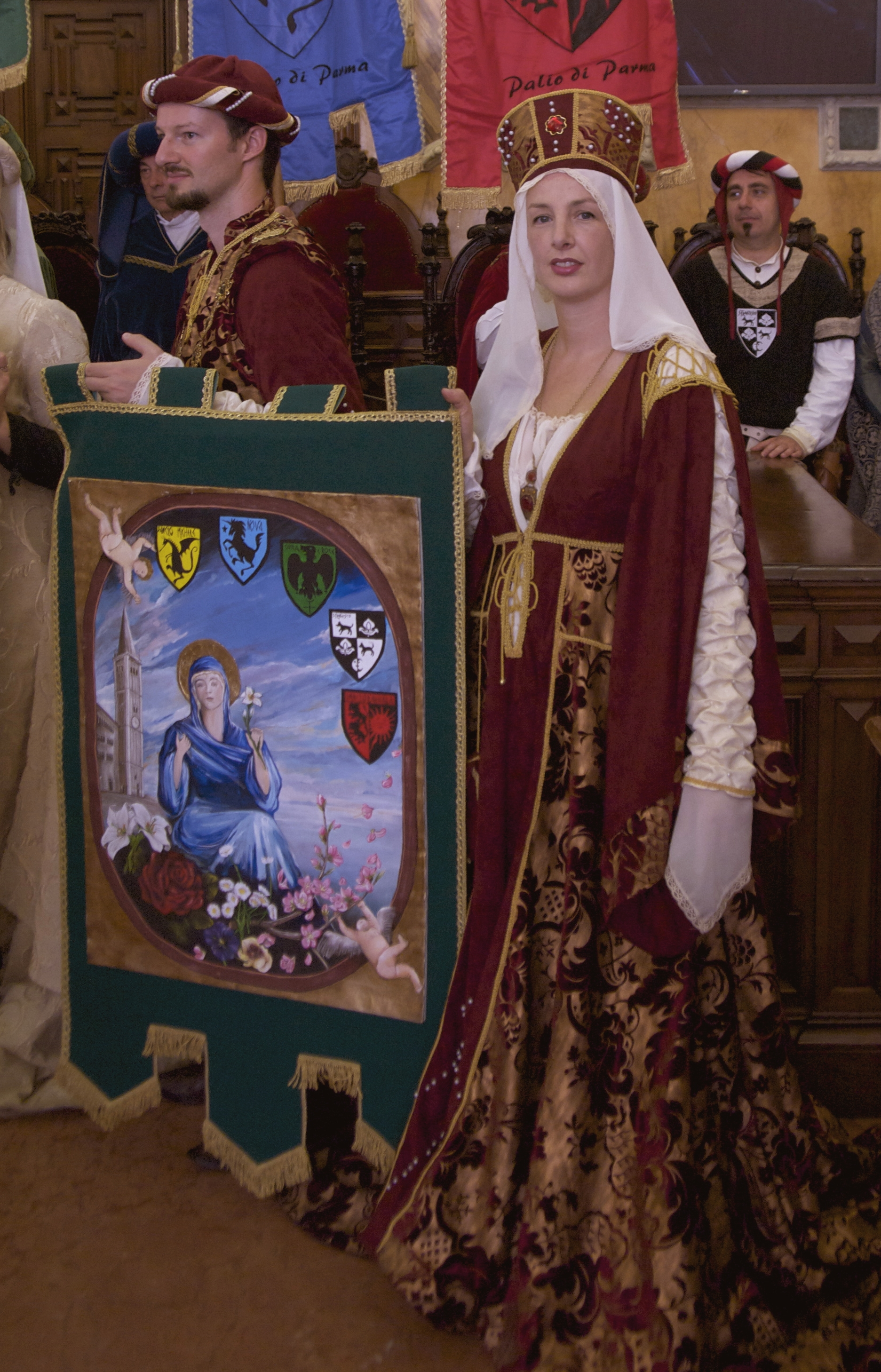
Cérémonie de présentation des Palios aux autorités de la ville

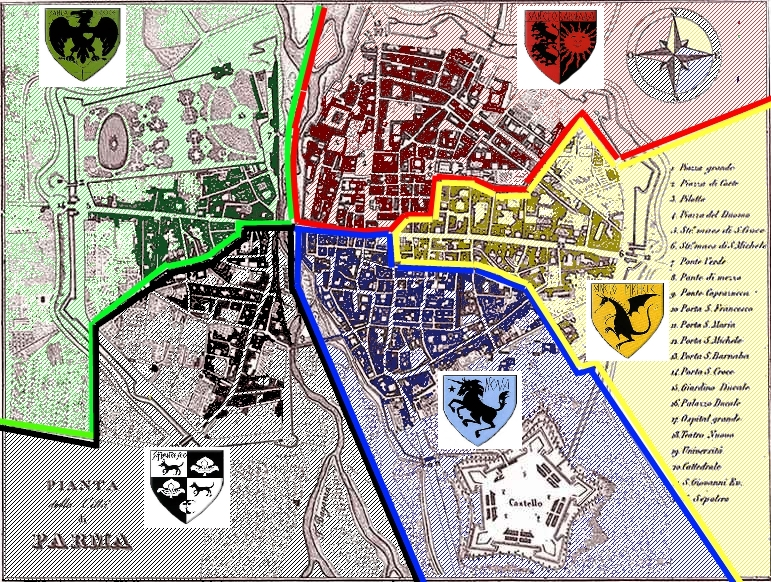
Carte indiquant les cinq portes de l'ancienne ville

| Impresa | Couleurs | Territoire | Église                                            |
| ------- | -------- | --- | ------------------------------------------------- |
| Aigle   | Vert     | Via d'Azeglio, Piazzale Inzani, Via Imbriani (lato nord), Via Gramsci, Viale Piacenza, Via Fleming, Via Buffolara, Via Savani, la zone nord Ouest de la ville. | Église Santa Croce (Parme) (piazzale Santa Croce) |

| Impresa | Couleurs      | Territoire | Église                                                  |
| ------- | ------------- | --- | ------------------------------------------------------- |
| Loup    | Noir et blanc | Strada Bixio, lato sud di via D'Azeglio dal Ponte all'Annunziata, Via della Costituente, Via Imbriani (lato sud), Via della Salute, Viale Spezia, Viale Milazzo, Via Silvio Pellico, Viale Milazzo, la zone sud-ouest de la ville. | Église Santissima Annunziata (Parme) (Strada d'Azeglio) |

| Impresa | Couleurs | Territorio | Église                               |
| ------- | -------- | --- | ------------------------------------ |
| Unicorn | Bleu     | Strada Farini, Borgo Giacomo, Via XXII Luglio, Borgo Felino, Viale Basetti, Viale Martiri della Libertà, Viale Solferino, Viale Rustici, environ la zone sud de la ville. | Église Sant'Uldarico (Strada Farini) |

| Impresa | Couleurs | Territorio | Église                                             |
| ------- | -------- | --- | -------------------------------------------------- |
| Dragon  | Jaune    | Strada della Repubblica, Via Dalmazia, Viale Tanara, Strada Elevata, Viale Partigiani d'Italia, Viale Pier Maria Rossi, Via Zarotto, Via Emilia Est, la zone est de la ville. | Église San Sepolcro (Parme) (via della Repubblica) |

| Impresa | Couleurs      | Territorio | Église                                                          |
| ------- | ------------- | --- | --------------------------------------------------------------- |
| Lion    | Noir et Rouge | Strada Garibaldi, Strada Cavour, Borgo Parmigianino, Via Verdi, Viale Toscanini, Viale Fratti, Via Trento, Strada San Leonardo, Via Palermo, Via Europa, la zone nord est de la ville. | Église San Francesco del Prato (Parme) (piazzale San Francesco) |

### Portes gagnantes - Corsa dello Scarlatto (hommes)
| Édition | Porte gagnante      |
| ------- | ------------------- |
| 1978    | Porta San Francesco |
| 1979    | Porta San Michele 2 |
| 1980    | Porta San Michele 2 |
| 1981    | Porta San Michele   |
| 1982    | Porta San Michele   |
| 1984    | Porta San Francesco |
| 1986    | Porta San Michele   |
| 1988    | Porta Santa Croce   |
| 1991    | Porta San Michele   |
| 1993    | Porta San Michele   |
| 1995    | Porta San Michele   |
| 1996    | Porta San Michele   |
| 1997    | Porta San Francesco |
| 1998    | Porta San Michele   |
| 1999    | Porta San Michele   |
| 2000    | Porta San Michele   |
| 2001    | Pas disputé         |
| 2002    | Porta San Michele   |
| 2003    | Porta San Francesco |
| 2004    | Porta San Francesco |
| 2005    | Porta San Francesco |
| 2006    | Porta San Michele   |
| 2007    | Porta San Francesco |
| 2008    | Porta San Francesco |
| 2009    | Porta San Francesco |
| 2010    | Porta San Francesco |
| 2011    | Porta San Francesco |
| 2012    | Porta Nuova         |
| 2013    | Porta San Francesco |
| 2014    | Porta San Francesco |
| 2015    | Porta San Francesco |
| 2016    | Porta San Francesco |

### Portes gagnantes - Course du Panno Verde (femmes)

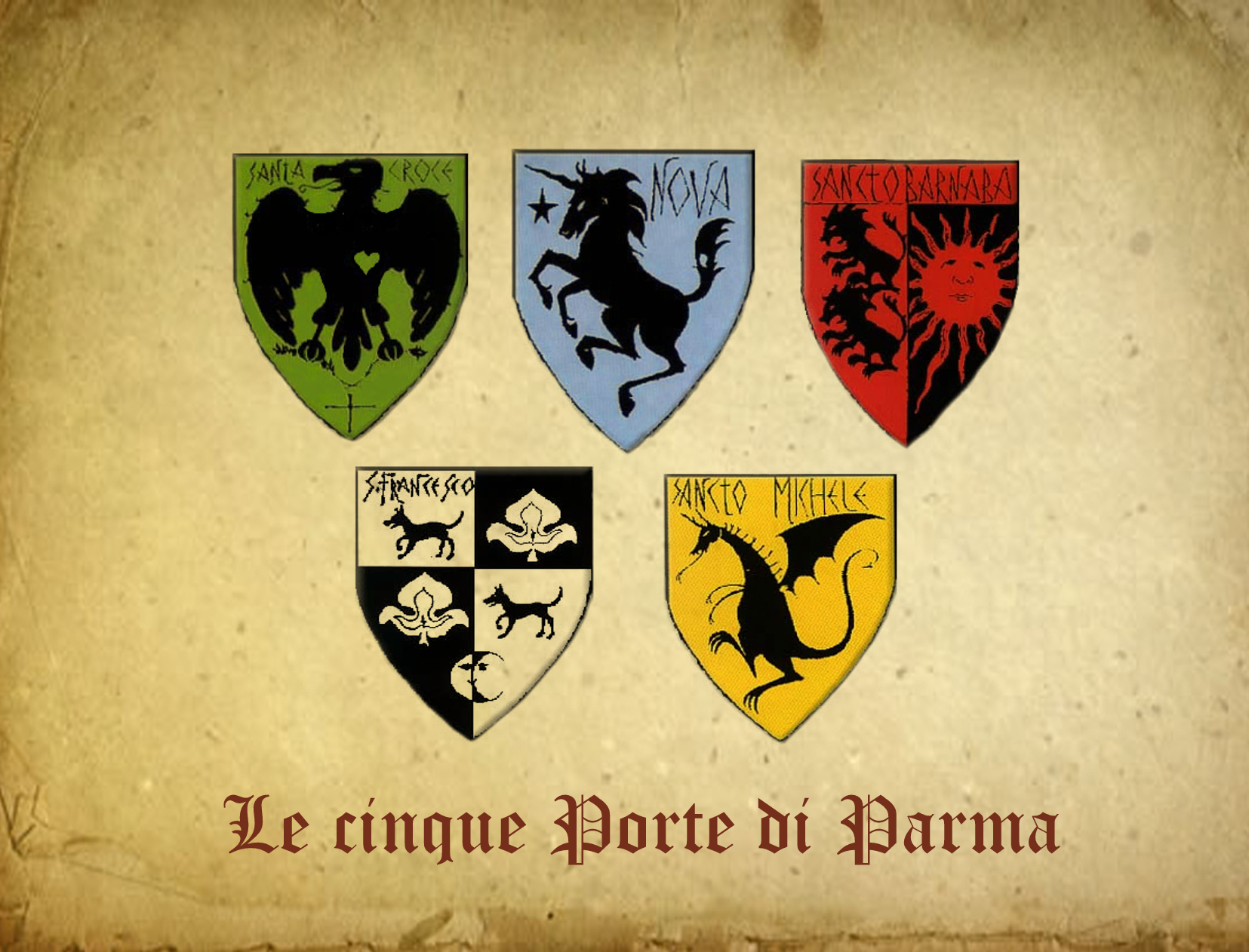
Les symbols des 5 Portes de Parme

| Édition | Porte gagnante      |
| ------- | ------------------- |
| 1991    | Porta San Barnaba   |
| 1993    | Porta San Michele   |
| 1995    | Porta San Michele   |
| 1996    | Porta San Barnaba   |
| 1997    | Porta San Barnaba   |
| 1999    | Porta San Barnaba   |
| 2000    | Porta San Michele   |
| 2001    | Pas disputé         |
| 2002    | Porta San Barnaba   |
| 2003    | Porta San Barnaba   |
| 2004    | Porta San Barnaba   |
| 2005    | Porta San Francesco |
| 2006    | Porta San Francesco |
| 2007    | Porta Nuova         |
| 2008    | Porta Santa Croce   |
| 2009    | Porta Santa Croce   |
| 2010    | Porta Santa Croce   |
| 2011    | Porta Santa Croce   |
| 2012    | Porta Santa Croce   |
| 2013    | Porta San Francesco |
| 2014    | Porta San Michele   |
| 2015    | Porta Nuova         |
| 2016    | Porta Nuova         |

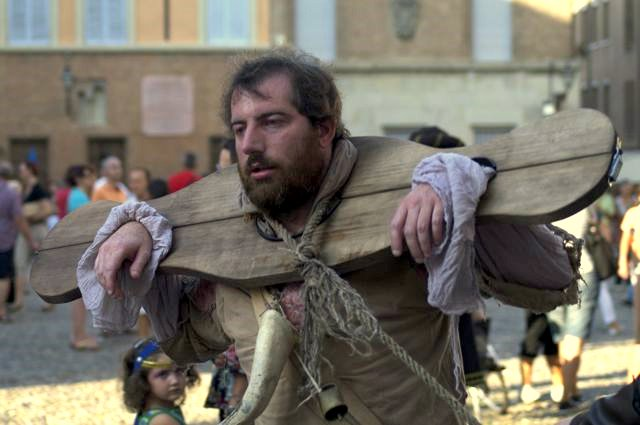
Prisonnier au palio de Parme,
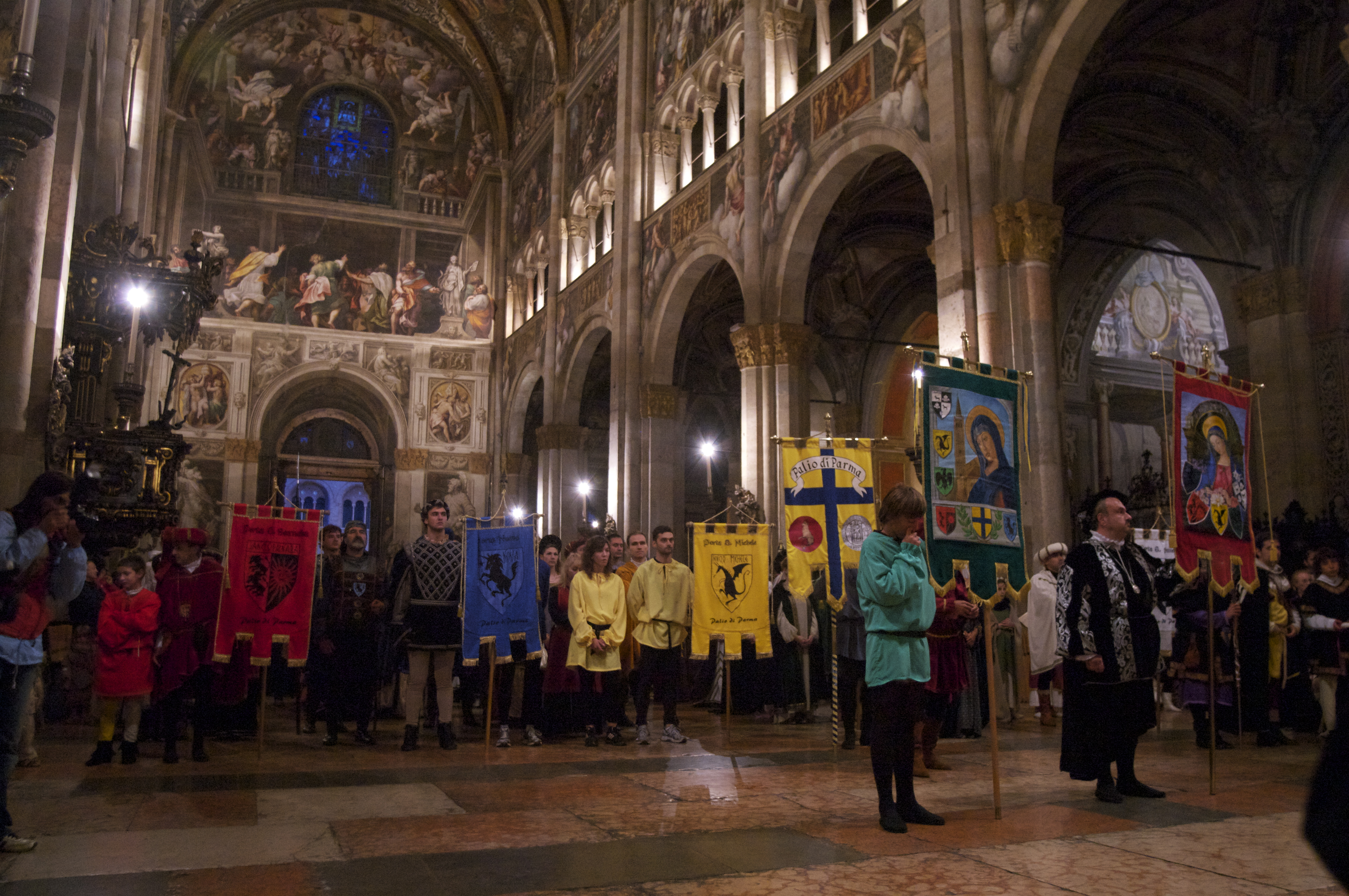
Bénédiction du Palio dans la cathédrale,
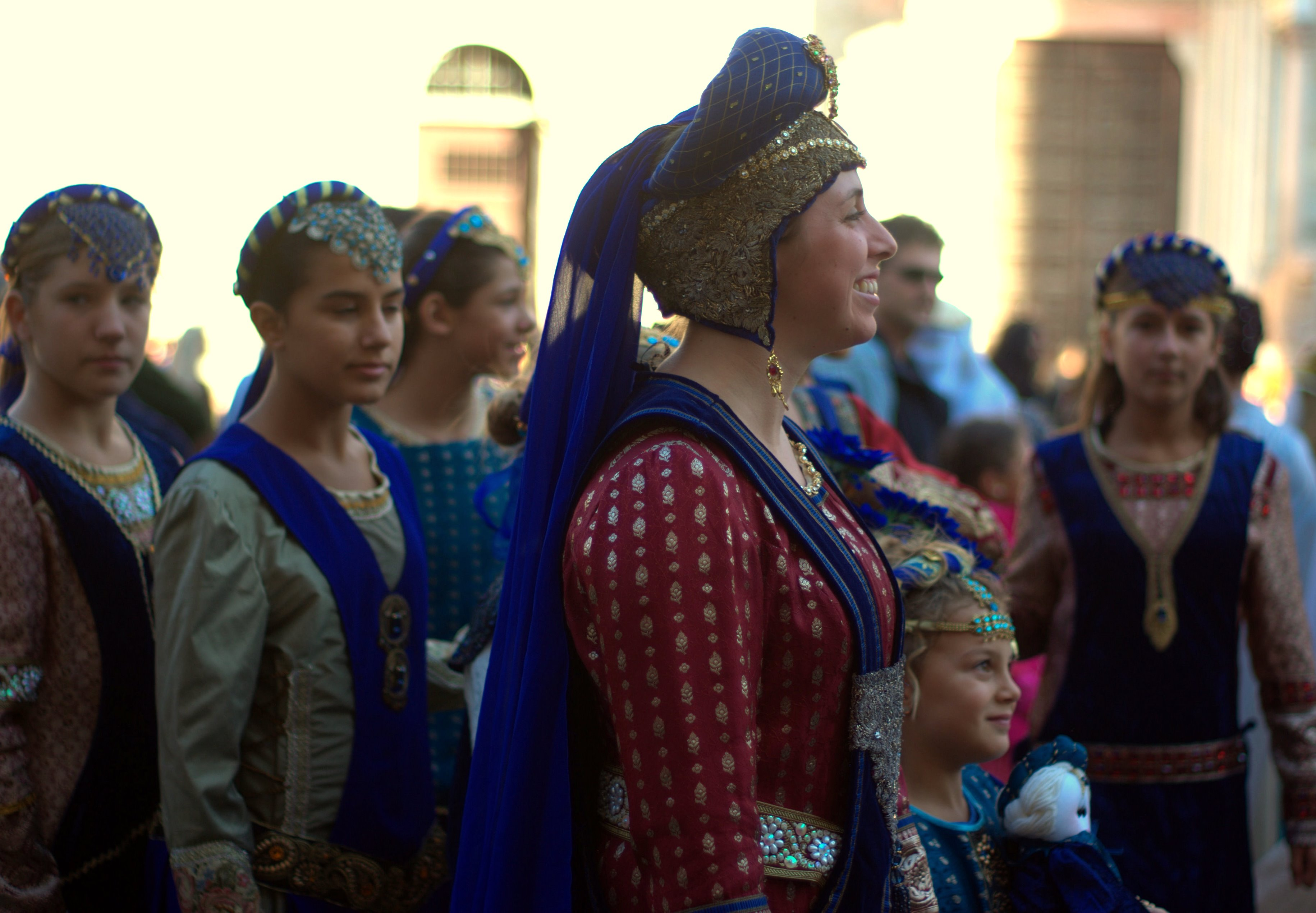
Personnages du Palio de Parme,
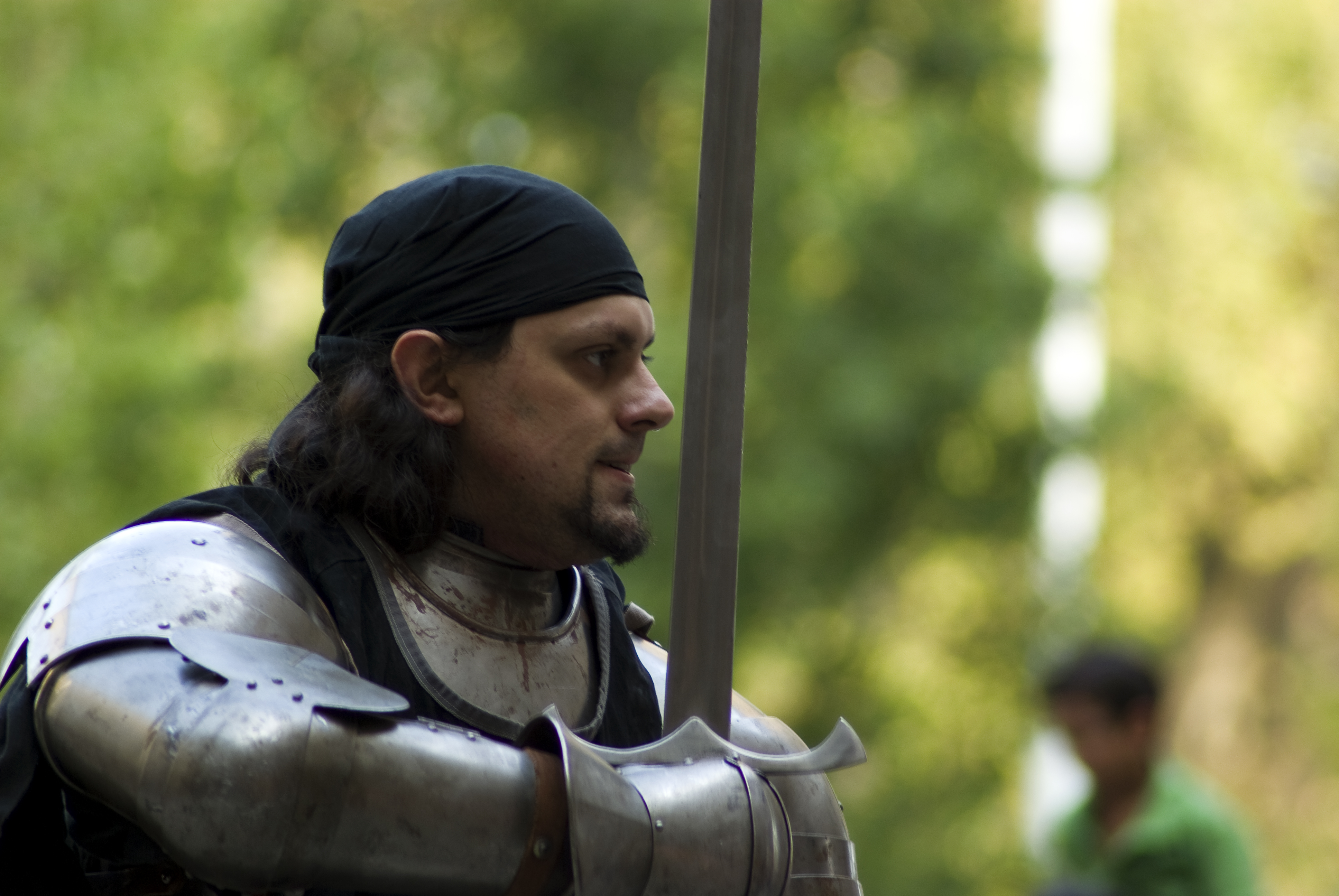
Guerrier médiéval au Palio
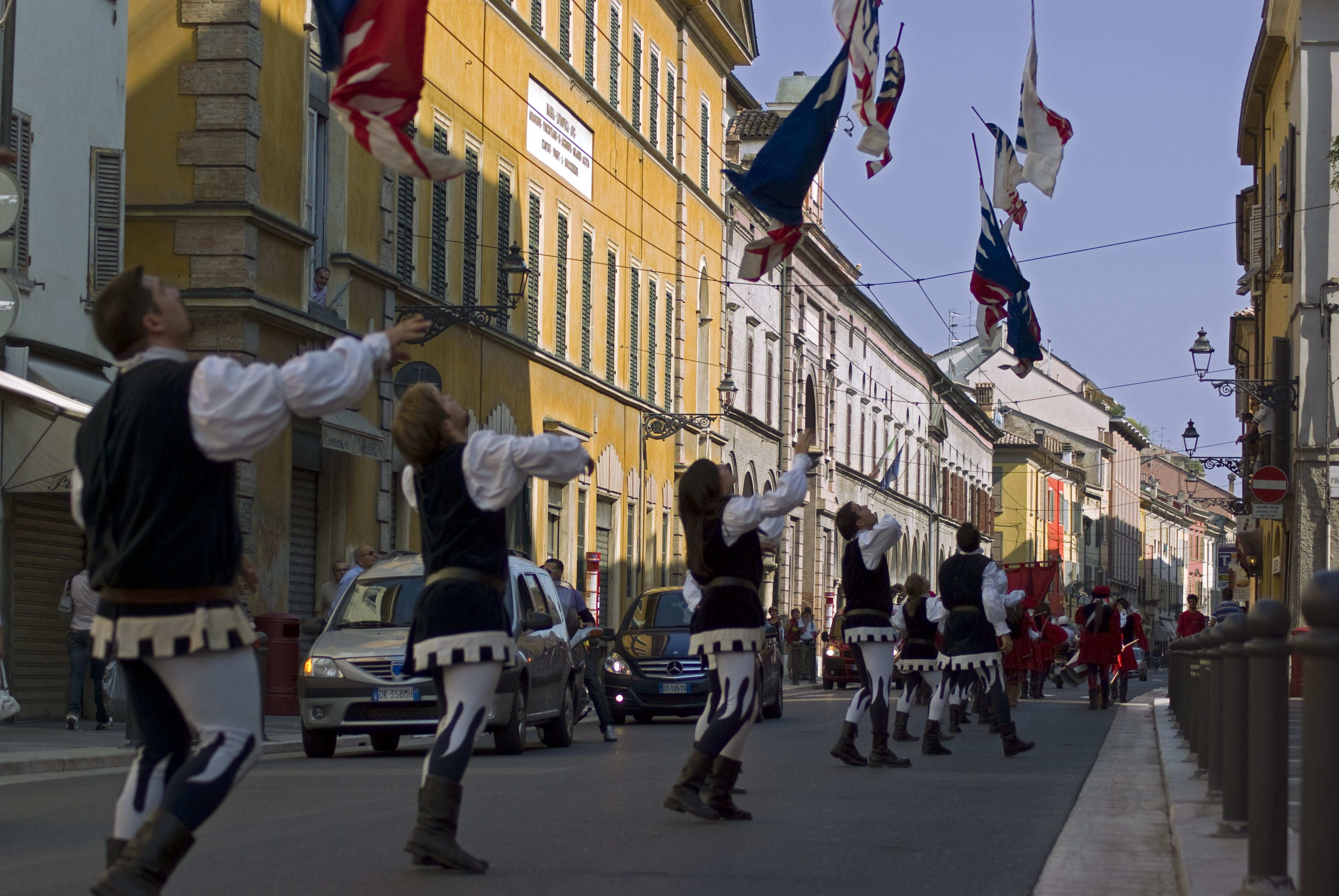
Lanceurs de drapeaux dans une des rues du centre historique
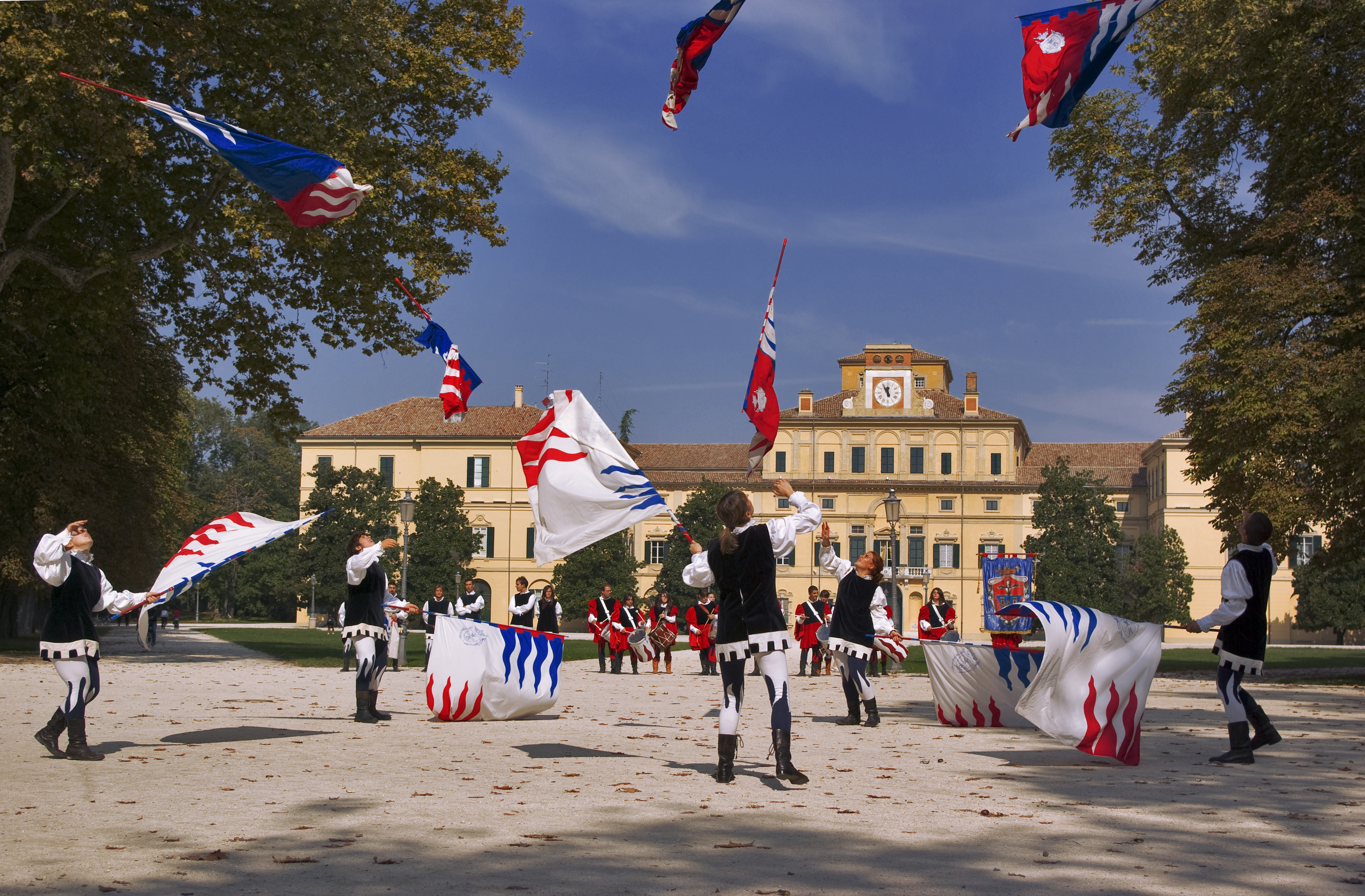
Lanceurs de drapeaux devant le palais ducal
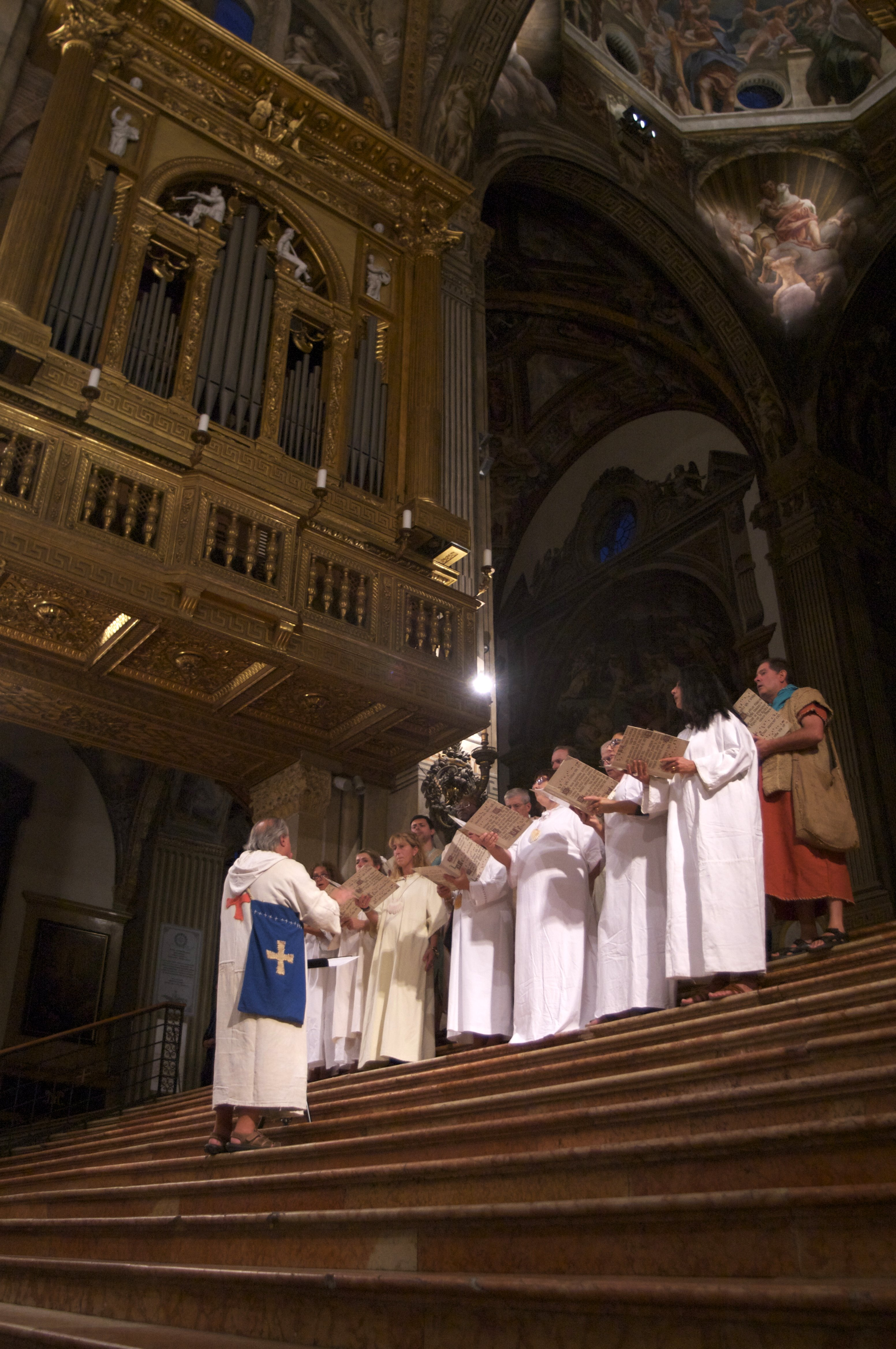
Chœur médiéval pendant la bénédiction du Palio